# Darshan Boerema
Darshan Boerema is een Nederlandse onderzoeksjournalist en vlogger, vooral bekend van zijn YouTube-kanaal waar hij diepgaand onderzoek doet naar verschillende maatschappelijke onderwerpen. Hij begon zijn carrière als vlogger en heeft zich ontwikkeld tot een journalist die zich richt op onthullingen en het aankaarten van misstanden.

## Carrière
Op zijn YouTube-kanaal, dat een aanzienlijk aantal volgers heeft, publiceert Boerema regelmatig video's waarin hij verschillende maatschappelijke en juridische kwesties onderzoekt. Zijn werk is zowel geprezen voor zijn diepgang als bekritiseerd vanwege de controverse die het oproept.

## Opspraak
Boerema is meerdere keren in opspraak gekomen door zijn controversiële onderzoeksmethoden en de gevoelige onderwerpen die hij aanpakt. Een van de meest spraakmakende incidenten was zijn onderzoek naar het beleid rond stadionverboden van de KNVB, waarbij hij zonder problemen een stadion wist binnen te komen ondanks een verbod. Dit bracht een groot debat op gang over de effectiviteit van stadionverboden en de beveiligingsmaatregelen bij sportevenementen.
Ook onthulde Boerema hoe eenvoudig het is om online nep-rijbewijzen te verkrijgen. Dit onderzoek kreeg veel aandacht en zorgde voor opschudding, aangezien het de zwakke plekken in de handhaving van identiteitsfraude blootlegde.
Recentelijk toonde Boerema ook aan hoe eenvoudig het bijvoorbeeld is een sloopauto goed te laten keuren voor de APK en kon hij zonder problemen een uniform kopen van de afdeling Service en Veiligheid van de Nederlandse Spoorwegen, compleet met BOA-insigne.